# Lesia Kalytovska
Lesia Myjailivna Kalytovska –en ucraniano, Леся Михайлівна Калитовська– (Lvov, 13 de febrero de 1988) es una deportista ucraniana que compitió en ciclismo en la modalidad de pista, especialista en las pruebas de persecución.
Participó en dos Juegos Olímpicos de Verano, en los años 2008 y 2012, obteniendo una medalla de bronce en Pekín 2008 en la prueba de persecución individual, y el noveno lugar en Londres 2012 (persecución por equipos).
Ganó una medalla de plata en el Campeonato Mundial de Ciclismo en Pista de 2008, en la prueba de persecución por equipos.

## Medallero internacional
| Juegos Olímpicos   | Juegos Olímpicos          | Juegos Olímpicos  | Juegos Olímpicos        |
| Año                | Lugar                     | Medalla           | Competición             |
| ------------------ | ------------------------- | ----------------- | ----------------------- |
| 2008               | Pekín ( China)            | Medalla de bronce | Persecución individual  |
| Campeonato Mundial |                           |                   |                         |
| Año                | Lugar                     | Medalla           | Competición             |
| 2008               | Mánchester ( Reino Unido) | Medalla de plata  | Persecución por equipos |